# Jean-Louis Petit (peintre)
Pour les articles homonymes, voir Jean-Louis Petit.
Jean-Louis Petit, né le 28 novembre 1795 à Paris où il est mort le 13 août 1876, est un peintre français.
Il est rattaché au courant romantique.

## Biographie
Jean-Louis Petit est le fils de Pierre Louis Petit et de Marie Angélique d'Egremont.
Il est formé à l'art de peindre par Jean-Baptiste Regnault et Jean-Charles-Joseph Rémond.
Il expose essentiellement des paysages peints, dont de nombreuses marines inspirées de Honfleur, du Havre, et du Cotentin, au Salon de Paris de 1822 à 1875, remportant une médaille de bronze en 1824, puis d'argent en 1838, et enfin d'or en 1841. Sa dernière adresse connue indique le 12, rue Bausset à Paris.
Bertall s'amusant à caricaturer le Salon de 1843, fait reproduire dans une revue satirique un monochrome noir intitulé Vue de la Hougue - Effet de nuit par Jean-Louis Petit, s'inspirant d'un tableau qui fut bel et bien exposé.
Il est nommé professeur de dessin au collège Stanislas de Paris entre 1824 et 1866.
Il épouse en septembre 1832, à Paris, Sophie Victoire Eve.
Récipiendaire de la médaille de Sainte-Hélène, il est nommé chevalier de la Légion d'honneur le 9 août 1864.
Il meurt le 13 août 1876 à son domicile parisien de la rue Bausset. Le peintre Félix Armand Marie Jobbé-Duval est témoin du décès. Il est inhumé le 15 août à Paris au cimetière du Montparnasse.

## Collections publiques
Certaines de ses œuvres sont conservées à Saint-Cloud au musée des Avelines, à Niort au musée Bernard-d'Agesci, au musée des Beaux-Arts de Gaillac et à Cherbourg-en-Cotentin au musée Thomas-Henry.
Son tableau Vue de Honfleur acheté par Napoléon III en 1853 et placé dans le château de Saint-Cloud a été détruit dans l'incendie du bâtiment le 13 octobre 1870.

Œuvres de Jean-Louis Petit
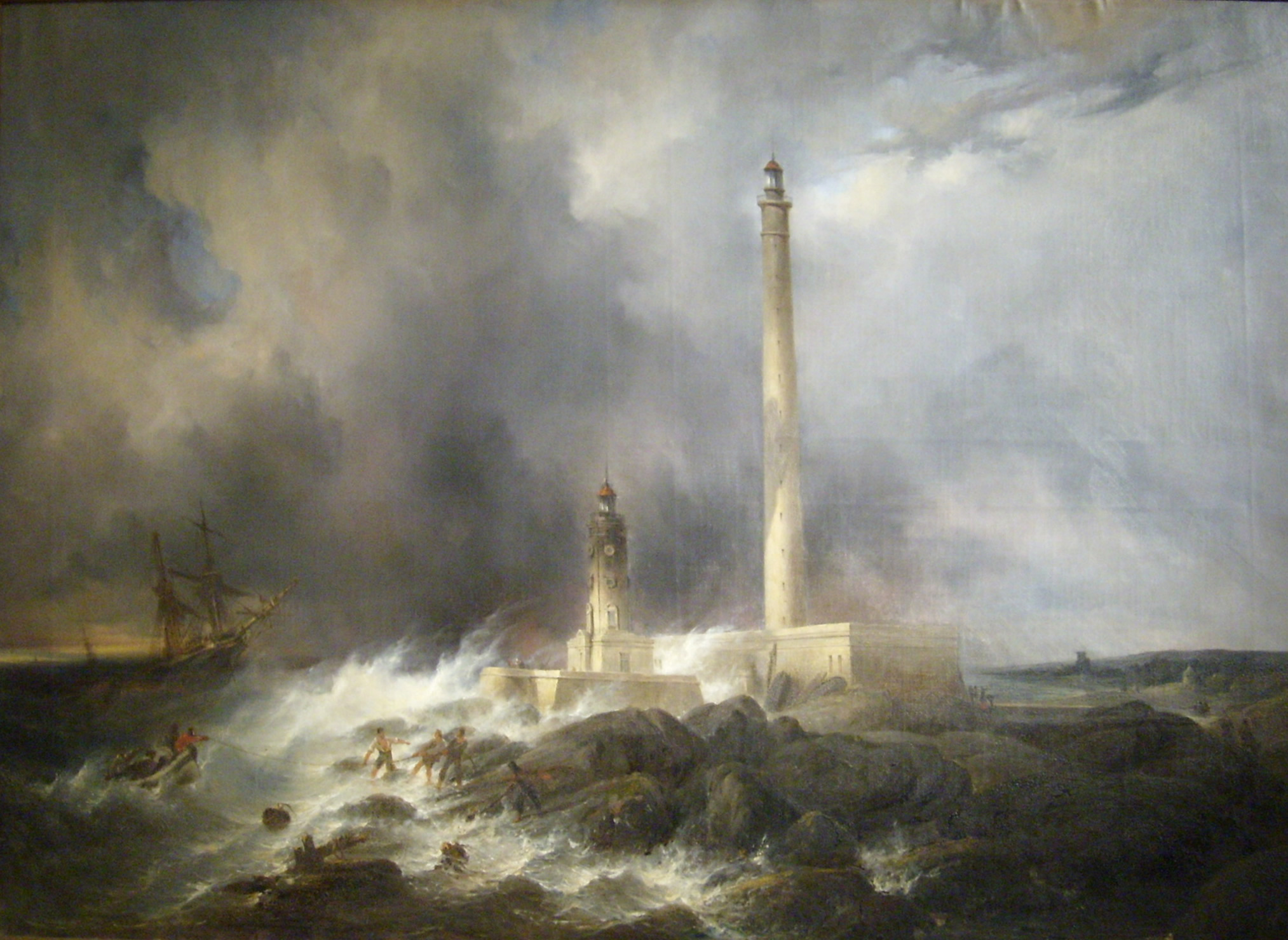
Vue du phare de Gatteville (vers 1836), Cherbourg-en-Cotentin, musée Thomas-Henry.
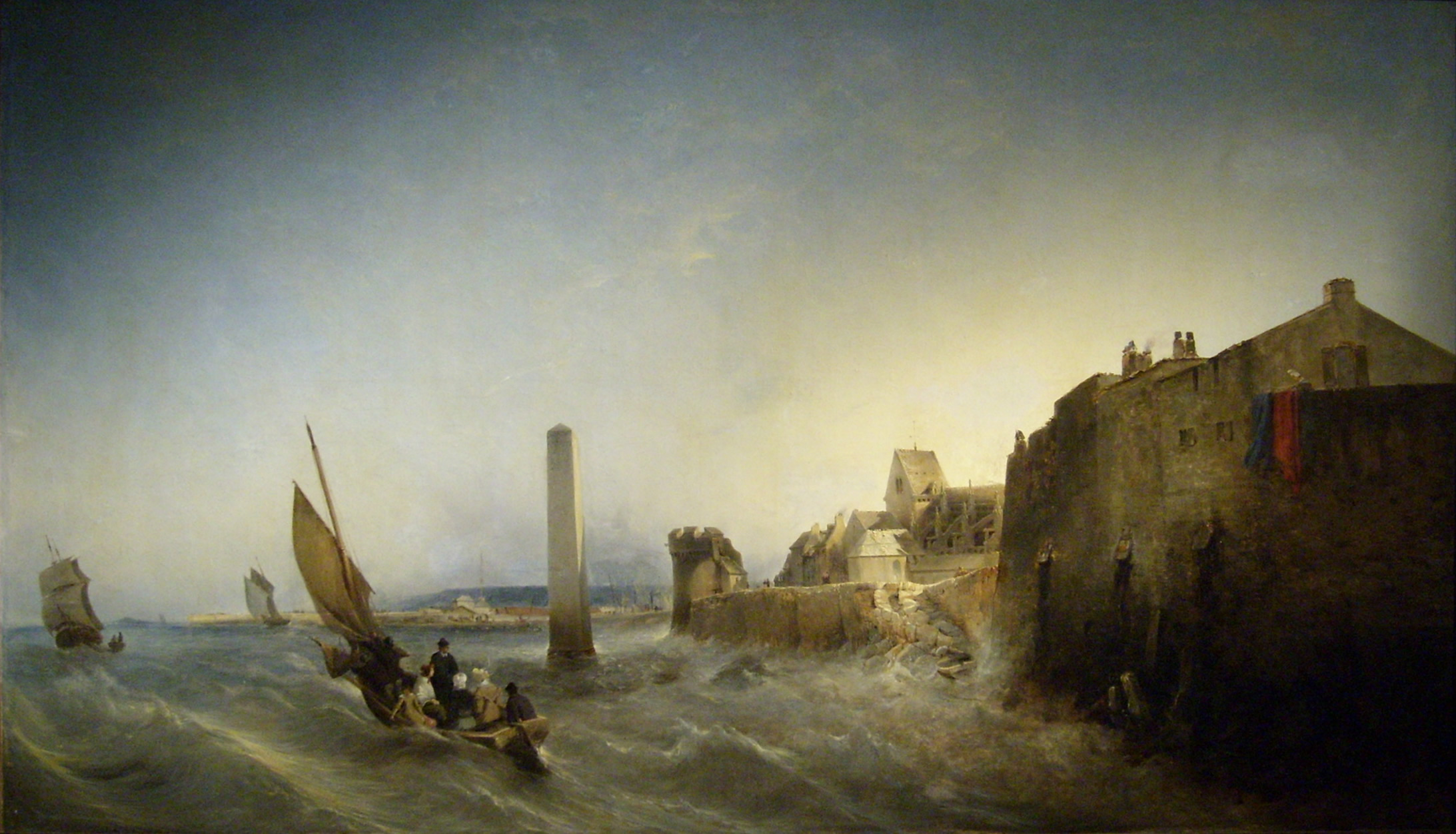
Vue du quai Napoléon de Cherbourg en 1838, étude (1838), Cherbourg-en-Cotentin, musée Thomas-Henry.
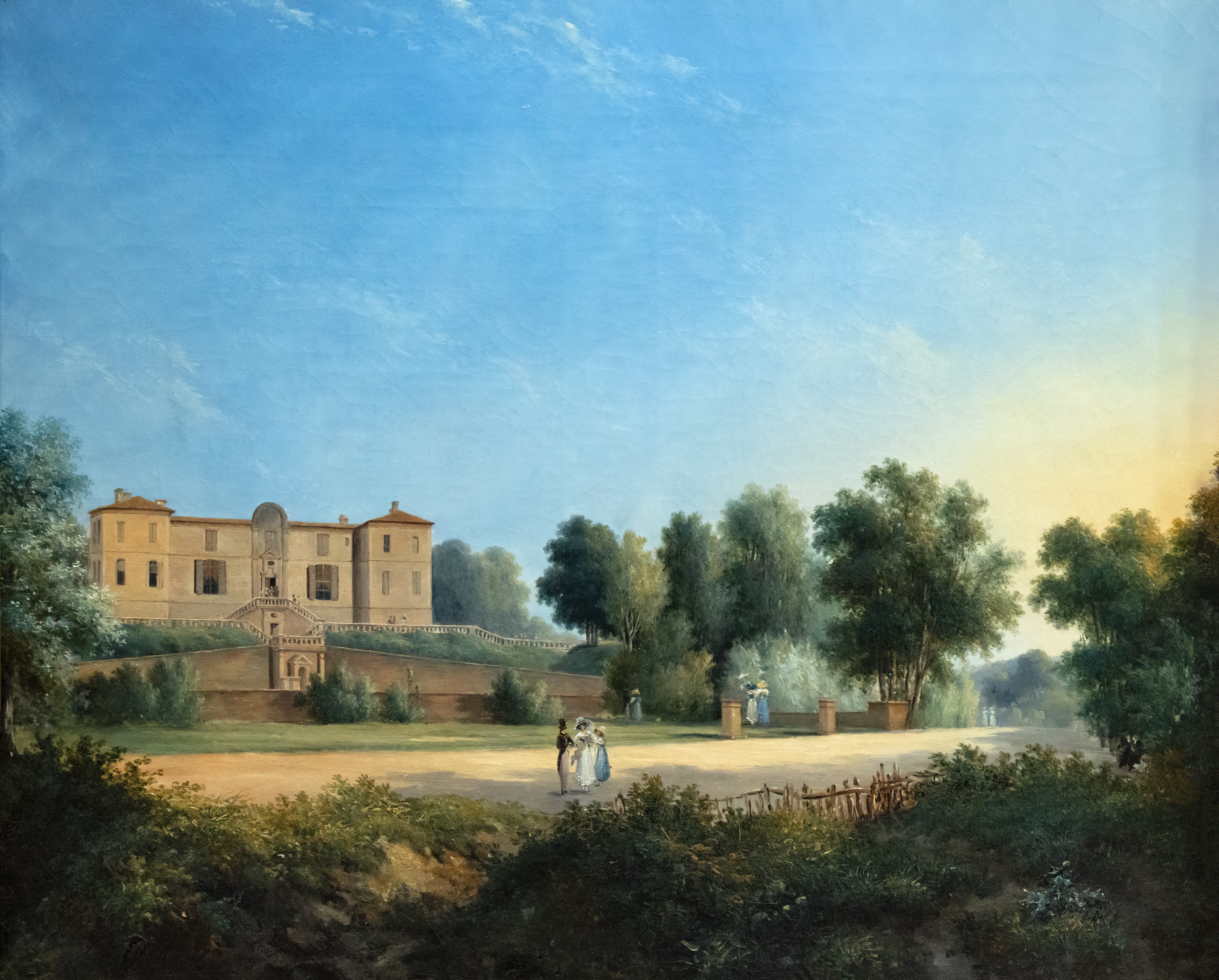
Vue sud du parc et du château de Foucaud (vers 1840), musée des Beaux-Arts de Gaillac.

## Élèves
Le gouvernement avait chargé Jean-Louis Petit de cours de perspective dans les classes préparatoires, où il eut de nombreux élèves.
- Octave de Rochebrune[9]